# پوست یک جاسوس را کندن
در پوست یک جاسوس (فرانسوی: Avec la peau des autres‎) یک فیلم هیجان‌انگیز فرانسوی و ایتالیایی در سال ۱۹۶۶ به کارگردانی ژاک دری است.

## نقش‌ها
- لینو ونتورا - پاسکال فابر
- ژان بویز - مارگری
- ماریل توولو - آنا
- ژان سرویسی - وگلت
- ولفگانگ پریسس - چالیف
- لوئیس اربسیر - سرهنگ دوم
- آدرین هوون - کرن
- Ellen Bahl [fr] - خانم کرن
- چارلز رنجیر - ارفوهت